# Honschaft Katternberg
Die Honschaft Katternberg war im Mittelalter und der Neuzeit eine Honschaft im Kirchspiel und Gerichtsbezirk Solingen innerhalb des bergischen Amts Solingen. Sie umfasste das heutige Solinger Stadtgebiet in den Stadtteilen Höhscheid und Katternberg.
Die Honschaft wurde erstmals im Jahr 1485 als Huntscaff Catternberg urkundlich erwähnt.
Nach Ende der französischen Besetzung zu Beginn des 19. Jahrhunderts und Auflösung des Großherzogtums Berg 1815 wurde die Honschaft Katternberg – unter Beibehaltung der von den Franzosen durchgeführten kommunalen Neugliederung des Herzogtums – schließlich als Landgemeinde der Bürgermeisterei Höhscheid im Kreis Solingen des Regierungsbezirks Düsseldorf innerhalb der preußischen Rheinprovinz zugeordnet und war damit bis in das 19. Jahrhundert eine der untersten bergischen Verwaltungseinheiten. Dabei wurden in Randbereichen 1807 Umgliederungen vorgenommen. So kamen die Wohnplätze Dingshaus, Mittel-, Untengönrath und In der Waard zur Honschaft Scheid der Bürgermeisterei Wald.
1815/16 lebten 1.111 Einwohner in der Honschaft.
Laut der Statistik und Topographie des Regierungsbezirks Düsseldorf gehörten zu der Honschaft 1832 folgende Ortschaften und Wohnplätze (originale Schreibweise): Kirschheide, zur Linden, zum Erf, Weeg, oben Pilghaus, mittel Pilghaus, unten Pilghaus, im Siepen, Hossenhaus, Kotterhammer, Kottermühle, Kotten, Jacobshäuschen, Bellenhäuschen, Geilenberg, Nacken, Schaafenmühle, Wüstenstraße, Kronenmühle, unten Katternberg, mittel Katternberg und oben Katternberg.
Zu dieser Zeit gab es zwei öffentliche Gebäude, 213 Wohnhäuser, drei Mühlen bzw. Fabriken und 192 landwirtschaftliche Gebäude. Es lebten 1.549 Einwohner in der Honschaft, davon 161 katholischen und 1.388 evangelischen Glaubens.
Mit der Erhebung der Bürgermeisterei Höhscheid 1856 zur Stadt entfielen die Honschaften als Verwaltungseinheit.